# Iain James
Iain James Farquharson (20 de febrero de 1980), más conocido como Iain James o Sparx, es un cantante, compositor y productor vocal británico de Bristol, pero radicado en Londres. Comenzó como parte de la boy band británica Triple 8 en 2003 como su cantante principal y conocido como Sparx. Se fue después de que la banda tuvo dos éxitos Top 10 y fue reemplazado por Stewart Macintosh en 2005.
Ha escrito varias canciones grabadas por un gran número de artistas cantantes, además de escribir muchas canciones para concursantes de reality shows del Reino Unido, Europa y Asia, y en tres ocasiones para canciones del Festival de la Canción de Eurovisión, incluida la coescritura de la canción ganadora para Azerbaiyán. Running Scared de Ell & Nikki en 2011.

## Triple 8
Era el cantante principal de la boy band británica Triple 8 (888) y firmó con Polydor Records. Era conocido por su apodo "Sparx". El grupo tuvo dos sencillos exitosos: Knockout y Give Me A Reason, que se ubicaron en los números 8 y 9 respectivamente en la lista de singles del Reino Unido. El grupo se separó de su sello discográfico en 2004, dejando su álbum, Heavy W8, inédito. Iain James Farquharson se fue en 2004, para ser reemplazado como cantante principal en 2005 por un nuevo miembro, Stewart Macintosh. antes de separarse a finales de 2005.

## Escritura y producción
Después de Triple 8, se concentró en la escritura y producción musical. Ha escrito para artistas tan diversos como Westlife, Professor Green, Emeli Sandé, Craig David, Taio Cruz, The Vamps, Anne-Marie y la boyband coreana TVXQ (también conocida como Tohoshinki). También ha escrito para actos exitosos de concursos de telerrealidad, incluidos Little Mix, One Direction, Olly Murs y Leona Lewis.
Coescribió el número uno británico Read All About It de Professor Green con Emeli Sandé, así como la propia versión de Sandé de la canción que aparece en su álbum con dos millones de ventas Our Version of Events, que rompió un récord establecido por los Beatles. durante el período más largo y sin obstáculos en el top 10 del Reino Unido.
En particular, escribió varias canciones en el álbum de Little Mix, el primer grupo de chicas británico cuyo álbum entró directamente en el top 5 en los EE. UU., incluido el número 1 del Reino Unido, Wings, y la canción en tercer lugar, aclamada por la crítica, DNA. Escribió canciones en su segundo álbum Salute, que no igualó a DNA comercialmente, pero fue un éxito de crítica, y siguió a su predecesor en las listas del top 5 del Reino Unido y del top 10 de Estados Unidos (habría repetido el cuarto puesto de DNA si no se hubieran incluido las compilaciones en la lista de álbumes de EE. UU). Escribió la canción del álbum Little Me con Little Mix y TMS. Para el tercer álbum del grupo Get Weird; Iain coescribió los sencillos Love Me Like You y Hair feat. Sean Paul. El álbum más exitoso del grupo, Glory Days, incluye el sencillo Shout Out To My Ex, también coescrito por James.
También es productor vocal y ha grabado a muchos artistas, incluidos Little Mix, Ella Henderson, One Direction y Pixie Lott.

### Eurovisión
James coescribió la canción ganadora del Festival de la Canción de Eurovisión 2011, Running Scared, de Ell & Nikki,quienes fueron el primer dúo masculino-femenino en ganar el concurso de la canción desde 1963. También fueron los primeros azeríes en ganar el concurso, en Düsseldorf en mayo de 2011.
James también coescribió la entrada belga en el Festival de la Canción de Eurovisión 2013, Love Kills de Roberto Bellarosa, que quedó en el puesto 12, y la entrada británica en el Festival de la Canción de Eurovisión 2020, My Last Breath de James Newman.

## Vida personal
Está casado con Kelli Young, exmiembro del grupo pop Liberty X.

## Discografía
| Año  | Título                              | Artista                      | Álbum                                      | Créditos   |
| ---- | ----------------------------------- | ---------------------------- | ------------------------------------------ | ---------- |
| 2007 | Officially Yours                    | Craig David                  | Trust Me                                   | Coescritor |
| 2008 | You're My Idol                      | Donnie Klang                 | Just A Rolling Stone                       | Coescritor |
| 2008 | Wrong Number                        | TVXQ                         | MIROTIC - The 4th Album                    | Coescritor |
| 2010 | Did I?                              | Diagram Of The Heart         | N/A                                        | Coescritor |
| 2011 | Build You A House                   | Timothy James                | Make It Happen                             | Coescritor |
| 2011 | The Sound Of Swing ft. Aloe Blacc   | The Kenneth Bager Experience | The Sound Of...                            | Coescritor |
| 2011 | Fell In Love With A Song            | Blush                        | Make You Blush                             | Coescritor |
| 2011 | Second Last Chance                  | The Overtones                | Good Ol' Fashioned Love (Platinum Edition) | Coescritor |
| 2011 | Running Scared                      | Ell & Nikki                  | N/A                                        | Coescritor |
| 2011 | Na Na Na                            | One Direction                | Up All Night                               | Coescritor |
| 2011 | Read All About It feat. Emeli Sandé | Professor Green              | At Your Inconvenience                      | Coescritor |
| 2011 | World In Our Hands                  | Taio Cruz                    | Ty.O                                       | Coescritor |
| 2011 | Hush Little Baby feat. Ed Sheeran   | Wretch 32                    | Black & White                              | Coescritor |
| 2011 | Walking On Water                    | Matt Cardle                  | Letters                                    | Coescritor |

### Con Triple 8
| Año  | Sencillos        | Posiciones  |
| Año  | Sencillos        | Reino Unido |
| ---- | ---------------- | ----------- |
| 2003 | Knockout         | 8           |
| 2003 | Give Me a Reason | 9           |